# Castillo de Siesikai
El castillo de Siesikai (en lituano: Siesikų pilis o Siesikų dvaras) es un castillo de estilo renacentista de Lituania. Se ubica a orillas del lago Siesikai, en la provincia de Vilna.

## Historia
Fue construido a 2 km al este de Siesikai sobre la costa del lago Siesikai. El conjunto se completa con una destilería, granero, establo y viviendas para los trabajadores. Su primer ocupante, a principios del s. XVI, fue Gabrielius Daumantas-Siesickis, miembro de la nobleza lituana.
En 1704 el ejército sueco saqueó e incendió el castillo. Después de 1940, bajo la administración soviética, fue utilizado como edificio para una escuela y como vivienda para los campesinos de la zona.

## Imágenes

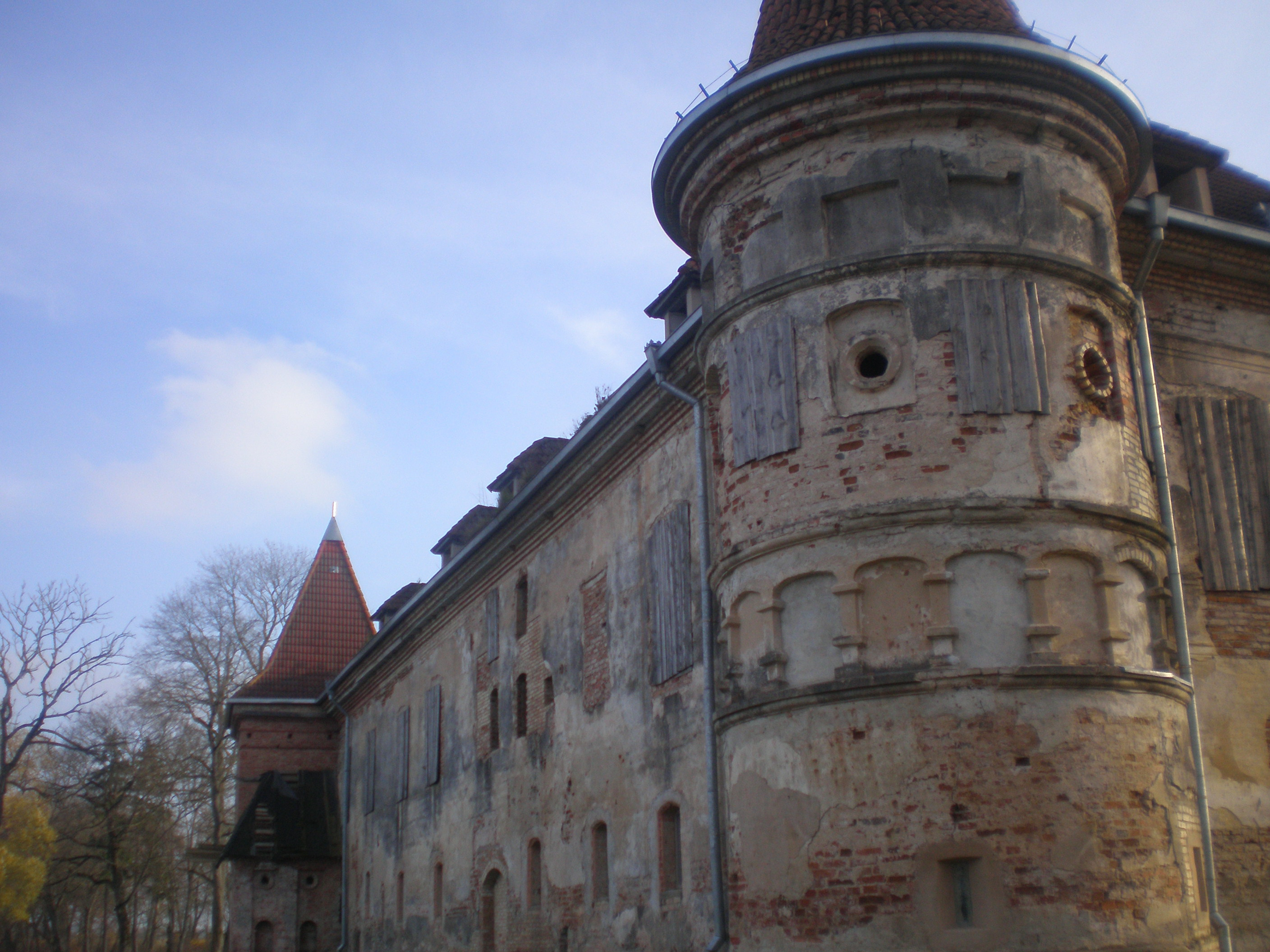
Detalle de la torre del castillo.
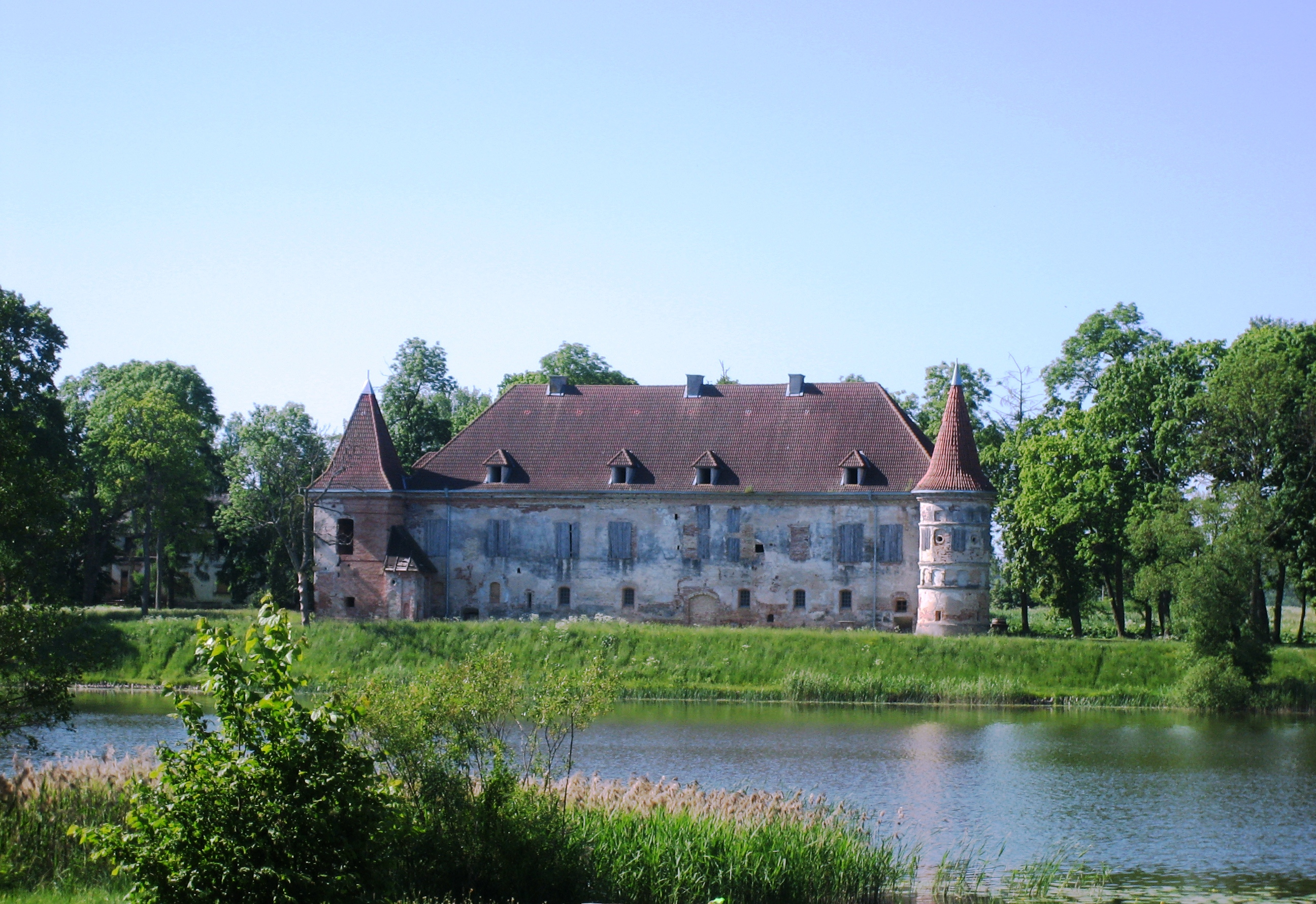
El castillo y el lago Siesikai.